# Wen-Do
El Wen-Do és una forma d'autodefensa desenvolupada per Ned i Ann Paige, un matrimoni de Toronto, Canadà. El dr. Paige, un optometrista, es dedicà a crear un programa per a ensenyar a les dones a protegir-se, després de conèixer l'assassinat de Kitty Genovese, a Nova York, el 13 de març de 1964.
Ned i Anne eren practicants de jujutsu, karate i judo. Tot i així, amb els anys, a mesura que més i més dones aprengueren Wen-do, compartiren i afegiren noves tècniques al sistema.
El nom combina la contracció de la paraula women (dones en anglès) amb la paraula japonesa Dō (que significa via o camí). Tot i que la base i el concepte del Wen-Do ve de les arts marcials, aquesta no és considerada com a tal.
Les classes de Wen-Do se centren en escenaris als que sovint s'enfronten les dones, com són les agressions sexuals i la violència domèstica. El contacte físic no s'incorpora a les sessions llevat que l'estudiant estigui preparada i disposada. El sistema també engloba discussions enfocades a l'empoderament feminista, l'abordatge de situacions que afronten les dones i la violència a la societat contemporània. 